# Andrew Davis (filmrendező)
Andrew Davis (Chicago, 1946. november 21. –) amerikai filmrendező, forgatókönyvíró, producer és operatőr. 
Jelentősebb filmjei a Nico, az Úszó erőd és A szökevény. 

## Életpályája
Az Illinois állambeli Chicago déli részén született, és több olyan filmet is rendezett, amelynek hátterében Chicago állt. Nathan Davis színész és Metta Davis fia, valamint Richard "Richie" Peter Davis zenész (a Chicago Catz nevű zenekar társalapítója) és Jo Ellen Friedman testvére. 
Davis a Bowen High Schoolba jár és újságírást tanult az Illinois-i Urbana-Champaign-i Egyetemen, ahol 1968-ban újságírói diplomát szerzett. 1968-ban nem sokkal később a polgárjogi és háborúellenes témák és a filmkészítés iránt érdeklődött. Davis mentora az elismert operatőr, Haskell Wexler volt, akivel együtt dolgozott a Medium Cool című filmben, és filmes karrierjét operatőrként kezdte kisköltségvetésű filmekben, mint a The Hit Man, a Cool Breeze és a The Slams.
1986-ban Davis kezdte rendezni az Arnold Schwarzenegger főszereplésével készült A menekülő ember  című filmet, de végül egy héttel a forgatás után Paul Michael Glaser váltotta le. Később számos nagyobb költségvetésű hollywoodi filmet rendezett, mint az Úszó erőd, Az igazság nevében és a Hullámtörők, de a legnagyobb elismerést az 1993-as, Harrison Ford és Tommy Lee Jones főszereplésével készült, A szökevény című film hozta el számára, ami hét Oscar-jelölést kapott, amiből egyet (Tommy Lee Jones, mint legjobb férfi mellékszereplő) díjra is váltott. 
Davis számos projektet fejleszt a Santa Barbara-i székhelyű produkciós cégén, a Chicago Pacific Entertainmenten keresztül. Davis befejezte első regényét, a Disturbing the Bones című geopolitikai thrillert, amit Jeff Biggers íróval közösen írt és a tervek szerint 2024 nyarán jelenik meg.

## Filmográfia

### Film
| Év   | Magyar cím               | Eredeti cím            | Feladatkör | Feladatkör   | Feladatkör |
| Év   | Magyar cím               | Eredeti cím            | Rendező    | Producer     | Író        |
| ---- | ------------------------ | ---------------------- | ---------- | ------------ | ---------- |
| 1975 |                          | Paco                   | Nem        | Társproducer | Igen       |
| 1978 |                          | Stony Island           | Igen       | Igen         | Igen       |
| 1983 |                          | The Final Terror       | Igen       | Nem          | Nem        |
| 1985 | A csend kódja            | Code of Silence        | Igen       | Nem          | Nem        |
| 1988 | Nico                     | Above the Law          | Igen       | Igen         | Igen       |
| 1989 | Kereszttűzben            | The Package            | Igen       | Koproducer   | Nem        |
| 1992 | Úszó erőd                | Under Siege            | Igen       | Nem          | Nem        |
| 1993 | A szökevény              | The Fugitive           | Igen       | Nem          | Nem        |
| 1995 | Kis simli, nagy simli    | Steal Big Steal Little | Igen       | Igen         | Igen       |
| 1996 | Láncreakció              | Chain Reaction         | Igen       | Igen         | Nem        |
| 1998 | Tökéletes gyilkosság     | A Perfect Murder       | Igen       | Nem          | Nem        |
| 2002 | Az igazság nevében       | Collateral Damage      | Igen       | Nem          | Nem        |
| 2003 | Stanley, a szerencse fia | Holes                  | Igen       | Igen         | Nem        |
| 2006 | Hullámtörők              | The Guardian           | Igen       | Nem          | Nem        |

### Televízió
| Év        | Cím                              | Megjegyzés           |
| --------- | -------------------------------- | -------------------- |
| 1978      | At Home with Shields and Yarnell | televíziós rövidfilm |
| 2000–2001 | OnStar: Batman                   | 4 epizód             |
| 2005      | Just Legal                       | próbaepizód          |

## Fordítás
- Ez a szócikk részben vagy egészben  az   Andrew Davis (director) című angol Wikipédia-szócikk fordításán alapul.  Az eredeti cikk szerkesztőit annak laptörténete sorolja fel. Ez a jelzés csupán a megfogalmazás eredetét és a szerzői jogokat jelzi, nem szolgál a cikkben szereplő információk forrásmegjelöléseként.